# Onciale 058
L'Onciale 058 (numerazione Gregory-Aland) è un codice manoscritto onciale del Nuovo Testamento, in lingua greca, datato paleograficamente al IV secolo.

## Testo
Il codice è composto da 1 spesso foglio di pergamena di 90 per 130 cm, contenente un testo del Vangelo secondo Matteo (18,18-19.22-23.25-26.28-29). Il testo è scritto in due colonne per pagina e 26 linee per colonna.

### Critica testuale
Il testo del codice è rappresentativo del tipo testuale alessandrino. Kurt Aland lo ha collocato nella Categoria III.

## Storia
Il codice è conservato alla Biblioteca Nazionale Austriaca (Pap. G. 39782) a Vienna.